# Tierra Colorada, Juan R. Escudero
Tierra Colorada är en kommunhuvudort i Mexiko.   Den ligger i kommunen Juan R. Escudero och delstaten Guerrero, i den södra delen av landet, 250 km söder om huvudstaden Mexico City. Tierra Colorada ligger 266 meter över havet och antalet invånare är 10 202.
Terrängen runt Tierra Colorada är kuperad åt sydväst, men åt nordost är den bergig. Runt Tierra Colorada är det ganska tätbefolkat, med 72 invånare per kvadratkilometer. Tierra Colorada är det största samhället i trakten. I omgivningarna runt Tierra Colorada växer huvudsakligen savannskog.